# Viru-Nigula (commune)
Pour la localité, voir Viru-Nigula.
Viru-Nigula (en estonien : Viru-Nigula vald) est une municipalité rurale d'Estonie située dans le Comté de Viru-Ouest. Elle s'étendait sur 234,05 km2
et possédait 1 188 habitants(01.01.2012). En 2017 elle a absorbé Aseri, commune du comté de Viru oriental.

## Municipalité
Avant 2017, la municipalité comprend un bourg et 35 villages :

### Bourg
Viru-Nigula

### Villages
Aasukalda - Iila - Kabeli - Kaliküla - Kanguristi - Kiviküla - Koila - Kunda küla - Kurna - Kutsala - Kuura - Letipea - Linnuse - Mahu - Malla - Marinu - Metsavälja - Nugeri - Ojaküla - Paasküla - Pada - Pada-Aruküla - Pikaristi - Pärna - Samma - Selja - Siberi - Simunamäe - Toomika - Tüükri - Unukse - Varudi - Vasta - Villavere - Võrkla